# Tomrogersia acanthofemorata
Tomrogersia acanthofemorata là một loài bọ cánh cứng trong họ Cerambycidae.